# 巴西咖啡產業

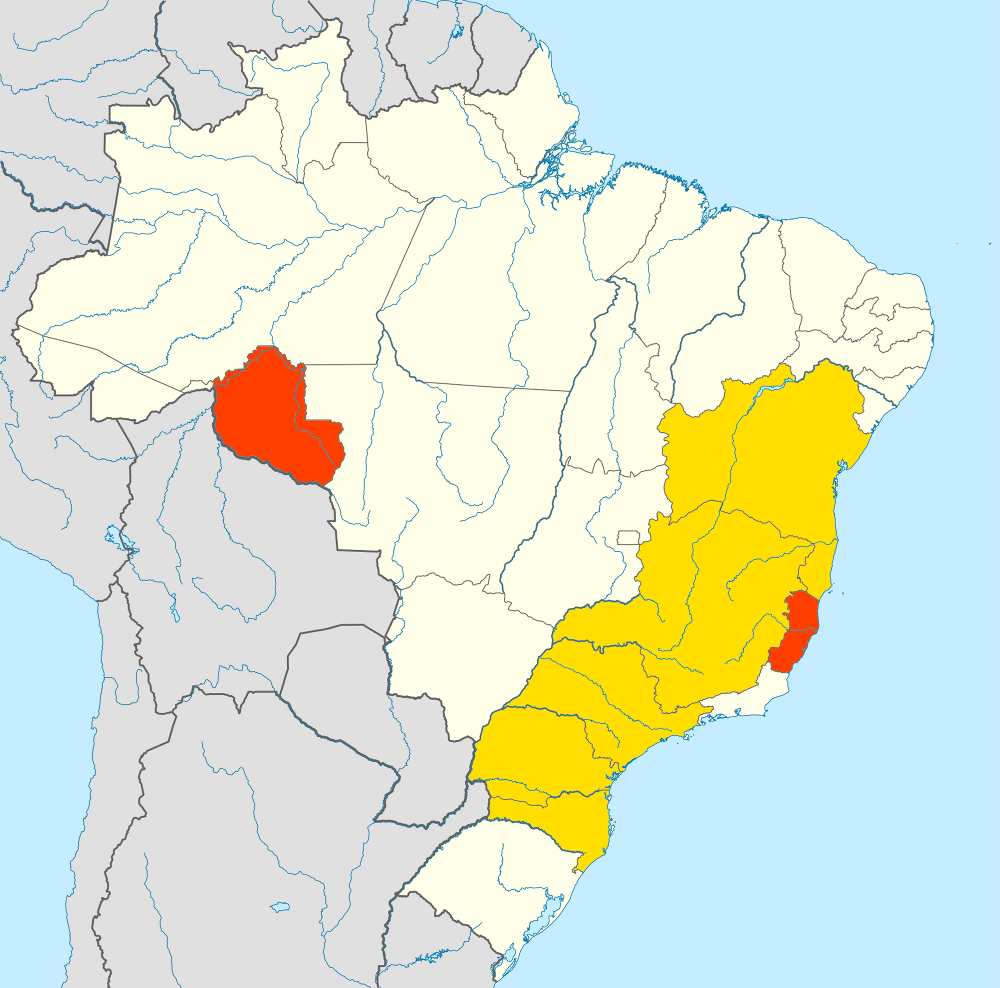
巴西主要的咖啡種植地區

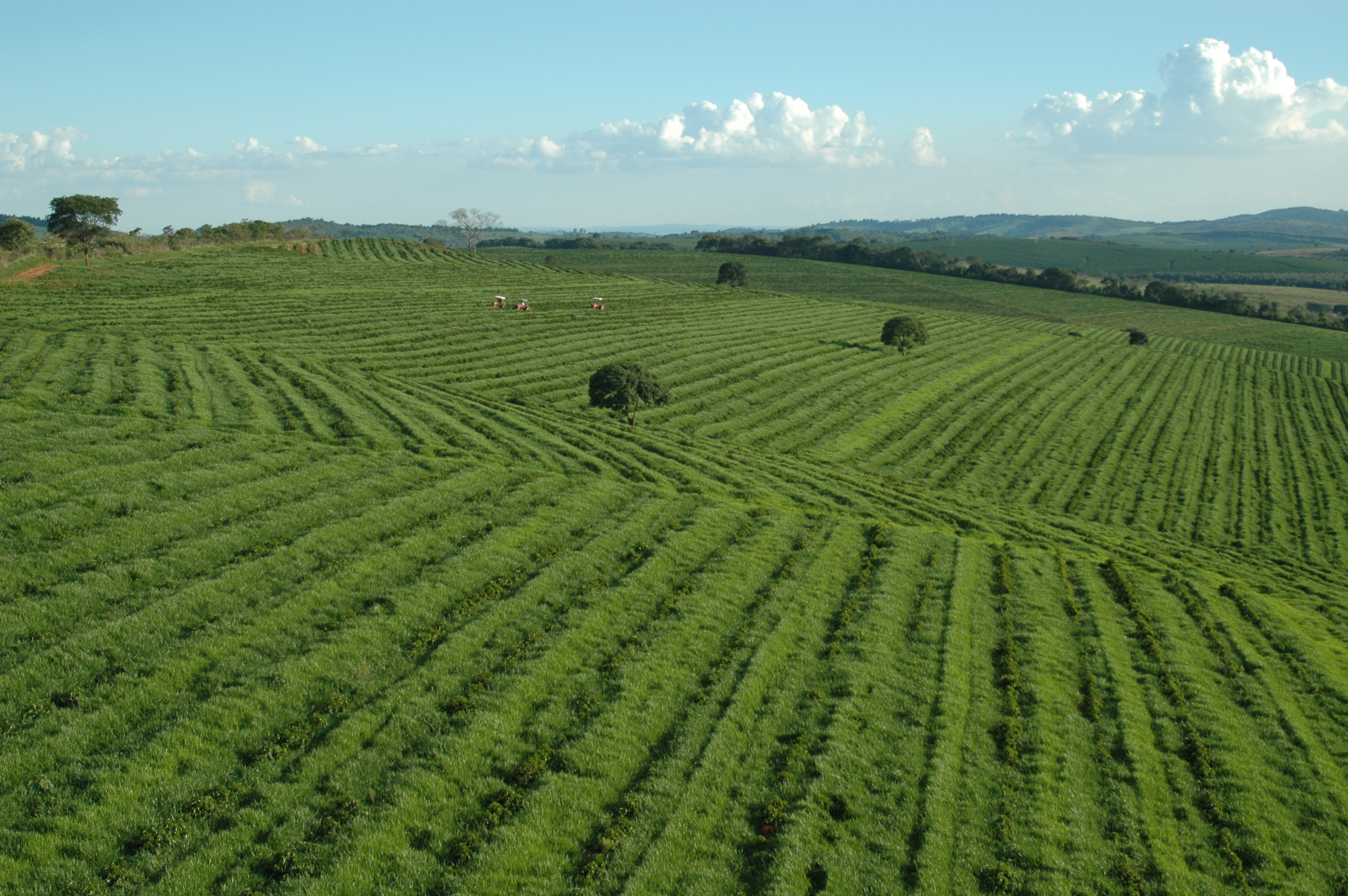
巴西米納斯吉拉斯州的咖啡種植園

巴西咖啡產業產量約佔世界總量的三分之一，是目前世界上最大的咖啡生產國。巴西全國境內的咖啡種植園合共佔地約27000平方公里，主要分佈在巴西東南部的米納斯吉拉斯州、聖保羅州和巴拉那州，因為這些州份的環境和氣候為咖啡豆提供了理想的生長條件。

## 生產
巴西一直是世界上最大的咖啡生產國，約佔世界咖啡產量的約三分之一。於2011年，巴西仍是世界咖啡產量第一，其次為越南、印尼和哥倫比亞；該年巴西咖啡總產量為270萬噸，是越南咖啡總產量的兩倍。巴西大約有350萬人口從事咖啡種植業，他們主要居於農村地區。
巴西有約22萬所咖啡種植園，全國境內的咖啡種植園合共佔地約27000平方公里，主要分佈在巴西東南部的米納斯吉拉斯州、聖保羅州和巴拉那州，因為這些州份的環境和氣候為咖啡豆提供了理想的生長條件；米納斯吉拉斯州的咖啡產量佔全國咖啡產量約一半。大多數種植園在六月到九月的旱季收成。
在大多數國家，小果咖啡豆是採用「水洗咖啡法」技術處理，但在巴西，幾乎所有的咖啡是用「風乾咖啡法」處理，把咖啡豆放在陽光下晾曬8-10天，然後把它們分類及包裝。

## 出口及銷售
在19世紀50年代至60年代，巴西咖啡出口量佔所有貨物的出口總額超過50%，在1950年更佔63.9%，但因為出口貨物市場的擴展，此比率百分比在60年代開始下降，在1980年，巴西咖啡出口量佔所有貨物的出口總額的比率下降至12.3%，在2006年更只佔2.5%。
巴西本身是全球的第二大咖啡消費國，並預計將於2010年代中期超越美國。巴西人均咖啡消费量排名全球第14名。
在巴西，进口某些種類的咖啡豆進入該國將被徵稅10-16%；出口未加工的咖啡到美國、歐盟和日本可以免稅，但出口已加工的咖啡到歐盟的稅率為7.5%、到日本的稅率為10%，出口到美國則免稅。